# Błoty (gmina)
Błoty – dawna gmina wiejska istniejąca do 1928 roku w woj. poleskim (obecnie na Białorusi). Siedzibą władz gminy były Błoty.
W okresie międzywojennym gmina Błoty należała do powiatu kobryńskiego w woj. poleskim.
Gminę zniesiono 18 kwietnia 1928 roku, a jej obszar włączono do gmin Horodec, Dywin, Nowosiółki oraz do nowo utworzonej gminy Kobryń.